# 醫療職場安全問題
醫療職場安全問題一般是指病患或病患家屬，在特定情形下以侵略舉動或暴力行為對待醫療人員的情形，或是指醫療人員之間的對立及衝突。病患對醫療人員的侵略舉動一般是口頭侮辱，不過也有出現過輕微或是嚴重的肢體暴力行為。醫療人員之間的衝突可能是較消極的，例如有不喜歡的同事打電話來時，不接或是不回電話，也有些是間接的，例如在在當事人不在場時中傷或說閒話等。
侵略舉動可以是肢體上的或是言語的，主動或被動的，直接或間接影響受害者，可能有武器，也可能沒有，其中也可能有一些心理或情感策略。侵略舉動一方面需動作者有其意圖，而受害者有試圖逃避此動作。因此偶然造成的傷害不能算為侵略舉動，因為沒有意圖的成份在內，若因為了要助人而造成的傷害（例如牙科醫生在其病患拔牙時造成的疼痛）也不能算為侵略舉動，因為受傷害的一方沒有試圖逃避此動作。韋恩（Wynne）等人在1997年對職場暴力的描述包括對在工作上，對員工霸凌、毆打或者威脅的相關事件，甚至也包括對其安全、幸福或健康直接或間接的挑戰。

## 醫療場所中的侵略舉動
醫療產業漸漸開始有一些侵略或暴力行為，其中的保健专业人士常常成為侵略或暴力行為的對象。像在急診室中可能因為醫療順序的先後而產生糾紛。也有時是因為病人在醫院突然過世，家屬懷疑醫院醫療不當引發的衝突。也有病患因為需求沒有及時處理而產生出攻擊行為，如藥師曾因此遭到民眾的攻擊。
侵略舉動及暴力行為對醫療場所及醫護人員都有負面的影響。以醫療場所而言，會因為人員請假次數的提高、提早退休及醫療品質的降低，造成財務上的損失。對個人而言，損害可能包括創傷後心理壓力緊張症候群，以及工作意願的下降。

## 分類方式
分類
勒布郎（LeBlanc）和巴林（Barling）依照攻擊者及受害者的關係進行分類：病人對醫護專業人士的攻擊歸類為第2型（type II）：兇手攻擊一個給予其服務的醫療組織，兩者有醫療上的關係。這類的攻擊導致死亡的不多，不過工作場所中非致命的攻擊，有60%是因此而造成。
上述分類中，其他的三型為：
- 第1型（type I）：兇手在和一組織及其員工沒有直接關係的情形下，進入組織進行攻擊行為。
- 第3型（type III）：兇手是組織目前的員工或以前的員工，針對其同事及主管進行攻擊行為。
- 第4型（type IV）：兇手和組織內的員工有情感關係（或曾經有情感關係）。

內在模型
內在模型設法找出侵略行為和個人有關因素的關係，個人有關因素包括心理疾病或人格。許多將侵略行動和疾病聯結的研究可以支持此模式。個人的特質會和其侵略傾向有關，例如自戀者當其自我形象受到威脅時，就會生氣而有侵略行為<。性別也會影響侵略行為，不同性別會對某些挑釁行為有不同的反應。發現男性較容易有直接的侵略行為，女性則是以間接的侵略行為為主。霍布斯（Hobbs）及基恩（Keane）在1996年的研究指出，較容易有侵略行為的病人特質有：男性、較年輕，或是受到酒精或毒品的影響。一個在英國西密德蘭普通科醫生中進行的研究指出，在侵略行為中有66%中是男性所為，若只考慮有襲擊或造成創傷的案件，男性的比例更上昇到76%，主要的男性施暴者在40歲以下。
外在模型
此模型是以會造成侵略行為的社會環境及生理因素為基礎，這也包括隱私、空間及活動地點的因素。像厭惡的動機（可能是因為看牙醫所造成）會增強侵略行為，而一些一般的不適也會，例如像坐在一個熱的等待室中，或是在一個不舒服的姿勢下（例如傾斜的牙醫診療椅）。酒精中毒或是過量的咖啡因也會間接地加劇侵略性。霍布斯（Hobbs）及基恩（Keane）在1996年的研究指出在急症室的病患有65%和藥物及酒精有關，一般的病患中也有27%和藥物及酒精有關。此研究指出中毒（及精神疾病）是造成攻擊及傷害的主要原因。挫折被安德森（Anderson）及布什曼（Bushman）在2002年定義為「受阻無法達到目標」，這也會造成侵略行為 ，不論這挫折是否合理都是一様。和挫折有關的攻擊，一般會針對自身，或是和此挫折沒有關係的人。像在急症室及普通科的等待時間過長會造成挫折，但多半會直接發洩在接待員身上，其中約有73%是有影響到醫師。
情境/互動模型
此模型處理和當時情境有關的因素，例如病人和醫護人員之間的互動。有許多研究認為醫護人員的負面消極，態度和病人侵略行為有正相關。挑釁是造成人們侵略行為的最主要原因，例如對於個人的言語攻擊及肢體攻擊。若是考慮醫護人員之間的平等，認為不公平也和職場暴力有正相關。
表達敵意
這主要和在言語上的表達有關。醫護同仁之間的敵意，可能和攻擊者在別人身後的批評有關。若是病人對醫護人員的敵意，可能和病人對其醫護人員錯誤的認知，以及病人貶低他們的意見有關。
阻挠
這是指攻擊者意圖「阻挠或妨碍受害者的表現。」。典型的醫護同仁之間的阻挠包括不傳達相關資訊或是不回電話等。病人對醫護人員的阻挠像是病人在特定事物上不配合醫師的指示進行，不願意讓醫師進行診斷或是病人在約診時間未到之類的行為。
顯性侵略
這一般和工作場所的暴力有關，也包括有威脅辱罵、人身攻擊及破壞等行為
。這可能在醫護人員之間，或是病人對醫護人員的侵略行為。
布斯的三維侵略模式
布斯（Buss）在1961年將侵略行為分為一個三維的模型：肢體/言語，主動/被動及直接/間接，他在1995年重新定義分類時，移除了主動/被動這個分類。像肢體攻擊會分類為肢體-直接-主動，而阻撓是肢體-被動的，可能是直接或是間接。侮辱算是言語-主動-直接的侵略行為，而被問到有關生活型態或喜好的問題時不回答，若不回答的原因不是因為害怕，而是直接和問問題的人有關，可能是言語-被動-直接的侵略行為。

## 發生率
英国国家审计署2003年的報告指出，有紀綠的醫護人員職業安全事件中，有40%是因為侵略舉動或暴力行為造成。另一個調查是調查三年內3078位有受到侵略舉動及暴力行為的牙醫，發現其中80%在上班場所有遇到暴力行為，包括語言衝突及肢體的暴力。在澳洲的醫院，一年內有95%的員工遇到過言語衝突。在英國一年內有超過50%的護理人員遇到過侵略舉動或暴力行為。在美國，心理醫生每年發生非致命、工作相關的案件比例約為每一千人中有68.2件，其他行業平均為每一千人有12.6件。

## 處理方式
在處理方式工作場所的衝突及暴力時，主要會用訓練及教育的方式處理。有一些個人因素可以減少醫療環境中的侵略行為，包括提昇人際溝通技巧、知道有侵略傾向的病患，以及知道有關如何有情绪的患者互動。雖然在醫護人員的人際溝通技巧中，自信（assertiveness）是很重要的因素，不過許多研究指出護理人員一般比較不會表現的非常自信。因此一些醫療院所會提供有關自信的訓練，主要提昇自尊、自信及人際溝通技巧。
美國的健康服务咨询委员会（The Health Services Advisory Committee, HSAC）提出了有關處理工作場所暴力的三個面向的作法：「研究問題、評估風險、減少風險並確認已完成的部份」
健康服务咨询委员会在1997年提出了有關工作場作暴力的訓練最好可包括以下的內容：
- 理論：瞭解工作場所中可能有的衝突。
- 預防：评估风险，并采取预防措施。
- 互動：如何和有衝突傾向的人互動
- 事件後的處理：报告、调查、咨询及事件後追蹤。

### 自信心訓練
許多研究對於這類訓練的有效性有不一致的研究結果，2004年的研究認為自信心訓練課程（assertiveness training）和自信（assertiveness）及自尊的提昇是有正相關的。此課程有包括日常生活需面對的較困難的互動，以及一些行為和認知的技巧。訓練的有效性會用自信心量表（Assertive Scale）、自尊量表（Esteem Scale）及人際溝通滿意度測量（Interpersonal Communication Satisfaction Inventory）來量測。

### 訓練效果的評估
目前醫療場所安全的訓練仍無法普及到所有醫護人員，訓練情形也不太一致。贝亚勒（Beale）發現有些院所完全沒有相關訓練，有些則訓練到高級的克制訓練或自我防衛訓練。英國國家審計署在2003年的報告指出，相關作法中，反制的作法會比預防的作法優先使用。雖然有許多的批評，但仍會使用身体约束、隔離及藥物治療等方式。若發現無法防止侵略行為，可能會衍生暴力行為時，分離技術、身体约束、快速的镇静或有隔離都是建議使用的方法。這些和當時主導現場所受到的訓練有關，不過缺乏當時的風險評估及顧客照顧，這些都是預防性方式中重要的成份，可以避免問題昇級，演變到需要用反制作法的程度。
贝亚勒（Beale）在1998年的報告中強調訓練中最好加入以下的最佳實務
- 訓練需強調預防、冷靜及談判技巧，而不是對質。
- 訓練需以模組的方式提供，從最基本的顧客照顧到處理複雜的病人，最後到完全的控制及约束病人。
- 關於侵略行為成因、如何降低風險、預期暴力行為、解決衝突及衝突後環境處理等相關的資料，需提供給醫護人員。
- 需教導肢體防身術的一些技巧，但也需了解在什麼情形下需要用要哪一種程度的技巧。
- 醫護人員需控制自身的感受。
- 需了解創傷過後的正常及異常反應。*
- 醫護人員需了解現場的配置，以及和警方聯絡的方式。

### 引用
1. 1 2 3 4  Thomas J. Rippon 2000
2. 1 2 3 4  Anderson, C.A. and Bushman, B.J. 2002
3. ↑  Wynne, R., Clarkin, N., Cox, T. and Griffiths, A 1997
4. 1 2 3 4 5  Janneke K. Oostrom and Heleen van Mierlo 2008
5. ↑  廖志晃 2015
6. ↑  王志弘 2015
7. ↑  . Appledaily.com.tw.   [2016-06-22]. （原始内容存档于2017-03-29）.
8. ↑  . Appledaily.com.tw.   [2016-06-22]. （原始内容存档于2017-03-29）.
9. 1 2  Arnetz, J.E. and Arnetz, B.B. 2000
10. ↑  Hoel, H., Sparks, K., Cooper, C.L. 2001
11. 1 2 3  LeBlanc, M.M. and Barling, J. 2004
12. ↑  Peek-Asa, C., Runyan, C.W., Zwerling, C. 2001
13. ↑  Peek-Asa, C. and Howard, J. 1999
14. 1 2 3  Nijman, H.L., aCampo J.M., Ravelli D.P., et al. 1999
15. 1 2 3 4  Duxbury, J., Hahn, s., Needham, I. et al. 2008
16. 1 2 3 4 5 6  Duxbury, J. and Whittington, R. 2005
17. ↑  Bettencourt, B.A. and Miller, N. 1996
18. 1 2 3  Hobbs, R. and Keane, U.M. 1996
19. ↑  Berkowitz, L., Cochran, S.T., Embree, M.C. 1981
20. ↑  Anderson, C.A., Anderson, K.B., Dorr, N. 2000
21. ↑  Bushman, B.J. 1993
22. ↑  Dill, J.C. and Anderson, C.A 1995
23. 1 2 3 4 5 6 7  Baron, R.A 1999
24. ↑  Pemberton, M.N., Atherton, G.J., Thornhill, M.H 2000
25. ↑  O'Connell, B., Young, J., Brooks, J., et al. 2000
26. ↑  Badger, F. and Mullan, B 2004
27. ↑  Anderson, A., and West, S. G. 2011
28. 1 2 3 4 5 6  Beech, B. and Leather, P 2006
29. 1 2 3 4  Yen-Ru Lin, I-Shin Shiah, Yue-Cune Chang, Tzu-Ju Lai, Kwua-Yun Wang, Kuei-Ru Cho 2004
30. ↑  Beale, D., Leather, P., Cox, T., et al 1999